# Asteropeia rhopaloides
Asteropeia rhopaloides är en tvåhjärtbladig växtart som först beskrevs av John Gilbert Baker, och fick sitt nu gällande namn av Henri Ernest Baillon. Asteropeia rhopaloides ingår i släktet Asteropeia och familjen Asteropeiaceae. Inga underarter finns listade i Catalogue of Life.